# Commission Marescaux
La commission Marescaux est une commission présidée par le professeur Jacques Marescaux et mise en place en décembre 2008 par le président de la République Nicolas Sarkozy pour faire des propositions sur l'avenir des CHU (Centre Hospitalier Universitaire). 
La commission a remis son rapport en mai 2009. Il comporte « six propositions pour que les CHU répondent mieux aux attentes des malades les plus lourdement atteints, soient mieux gérés, soient plus attractifs pour les meilleurs médecins et que leurs performances en recherche biomédicale soient fortement stimulées. »,. Il permet notamment la création de cinq Instituts hospitalo-universitaires (IHU) annoncée par Nicolas Sarkozy, le 18 septembre 2009, dans le cadre du grand emprunt. La commission « Marescaux-II » remet en avril 2010 une ébauche du cahier des charges pour les IHU. Le 30 mars 2011, six IHU lauréats sont retenus.

## Composition
- Michèle Barzach, ancienne ministre de la Santé, présidente de l'association « Les Amis du Fonds mondial Europe » ;
- Bernard Debré, PU-PH, député de Paris ;
- André Rossinot, maire de Nancy ;
- Jean-François Bach, de l'Académie des sciences ;
- Françoise Thys-Clement, du Centre de l'économie et de la connaissance (Bruxelles) ;
- Christine Clavel, du laboratoire Pol Bouin du CHU de Reims ;
- Alain Fischer, Hôpital Necker-Enfants malades, Paris (unité Inserm U 768)
- Pierre Fuentes, responsable du service de chirurgie thoracique (hôpital Sainte-Marguerite, à Marseille), ancien président de la conférence des présidents de CME (Commission médicale d'établissement) ;
- Jean-Luc Harousseau, directeur général du Centre de lutte contre le cancer Nantes-Atlantique (Saint-Herblain) ;
- Olivier Lyon-Caen, ICM (Institut du cerveau et de la moelle épinière) au CHU de la Pitié-Salpêtrière  (Paris) ;
- Anne-Marie Magnier, directrice du département de médecine générale du site Saint-Antoine (et UFR médicale Pierre-et-Marie-Curie, Paris) ;
- Pierre Ponsonaille, hôpital Montpied (Clermont-Ferrand) ;
- Guy Vallancien, chef du service d'urologie de l'Institut mutualiste Montsouris (Paris) ;
- Yvon Berland, président de l'université de la Méditerranée, président de l'ONDPS (Observatoire national de la démographie des professions de santé) ;
- Jean-Marie Desmonts, ministère de la Santé ;
- Serge Uzan, du service de gynécologie obstétrique de l'hôpital Tenon (Paris), doyen de la faculté de médecine Pierre-et-Marie Curie (UPMC, Paris) ;
- François Olivennes, gynécologue-obstétricien, coordinateur du centre de fécondation in vitro d'Eylau-La Muette (Paris) ;
- Bertrand Fontaine, professeur des universités au service de neurologie génétique de l'hôpital Pitié-Salpêtrière (Paris) ;
- Gabriel Steg, service de cardiologie de l'hôpital Bichat (et unité Inserm U460) et université Paris-Diderot (Paris-VII) ;
- Alain Heriaud, directeur général du CHU de Bordeaux (Talence) ;
- Philippe Sudreau, directeur de l'hôpital Saint-Louis (AP-HP) ;
- Jean-Luc Bélingard, président d'Ipsen ;
- Éric Labaye, directeur général MacKinsey&Company (Paris) ;
- Richard Frackowiak (Lausanne) ;
- Dominique Deroubaix, directeur de l'ARH du Nord-Pas-de-Calais ;
- Alain Destée, neurologue au CHRU de Lille, président de la conférence des présidents des CME des CHU ;
- Claude Griscelli, professeur des universités-praticien hospitalier à l'hôpital Necker-Enfants malades ;
- Émilie Grégoire, chef de clinique-assistant (Assistance publique-hôpitaux de Marseille) ;
- Mojgan Devouassoux-Shisheboran, service anatomie-pathologie de l'hôpital de la Croix-Rousse (Lyon) ;
- Thierry Frebourg, chef de service au CHU de Rouen.

Rapporteurs généraux : 
- François Mongin (IGF)
- Valérie Delahaye-Guillocheau (IGAS).